# 904型运输补给舰
904型岛礁补给舰（北约代号“大运”）没有综合补给舰所特有的大型补给门架，只在中部每舷各装了两个小艇投放架，且无机库。
904型岛礁补给舰是在925型大江级远洋打捞救援舰（即大型潜艦救援舰）的船体基础上发展而来的中国第一代岛礁补给舰，主要担负向南海岛礁提供食物、水、燃料、人员轮换等补给任务。